# 埃施布龙
埃施布龙是德国巴登-符腾堡州的一个市镇。总面积10.97平方公里，总人口2069人，其中男性1043人，女性1026人（2011年12月31日），人口密度189人/平方公里。